# RenaissanceRe
RenaissanceRe ist ein global tätiges Rückversicherungsunternehmen mit Hauptsitz in Hamilton auf den Bermudas. Das 1993 gegründete Unternehmen ist auf Nichtlebensversicherungen spezialisiert.

## Hintergrund
RenaissanceRe fokussiert sich insbesondere auf das Sach-Rückversicherungsgeschäft, bietet aber auch Gewerbeversicherungen für spezielle Risiken und begleitende Dienstleistungen an. Neben dem Hauptsitz in Hamilton hat die Gesellschaft Geschäftssitze in Australien, Irland, Singapur, der Schweiz, im Vereinigten Königreich und den Vereinigten Staaten. Über die Tochtergesellschaft RenaissanceRe Syndicate 1458 ist die Gesellschaft am bedeutendsten Versicherungsmarkt Lloyd’s of London präsent.
Seit 2010 ist RenaissanceRe Mitglied der globalen Interessenvertretung Global Reinsurance Forum. Der RenaissanceRe-CEO Kevin O’Donnell wurde 2017 zum Präsidenten dieser Organisation gewählt.